# Niebo równikowe

Wirująca Ziemia, a wokół niej sfera niebieska z zaznaczonym równikiem niebieskim

Niebo równikowe – fragment firmamentu leżącego na styku nieba północnego i nieba południowego, pas nieba na północ i na południe od równika niebieskiego. Ściśle nieokreślony, umowny fragment nieba, na którym znajdują się gwiazdozbiory nieba równikowego.

## Gwiazdozbiory nieba równikowego
Baran, Bliźnięta, Delfin, Erydan, Hydra, Koziorożec, Lew, Mały Pies, Orion, Orzeł, Panna, Rak, Ryby, Sekstant, Skorpion, Strzelec, Waga, Wieloryb, Wodnik, Wąż, Wężownik, Zając, Żuraw.